# 1959-es magyar vívóbajnokság
Az 1959-es magyar vívóbajnokság az ötvennegyedik magyar bajnokság volt. A férfi tőrbajnokságot május 31-én rendezték meg, a párbajtőrbajnokságot május 17-én, a kardbajnokságot május 24-én, a női tőrbajnokságot pedig május 23-án, mindet Budapesten, a párbajtőrbajnokságot a Nemzeti Sportcsarnokban, a többit a Vasas Pasaréti úti vívótermében.

## Eredmények
| Versenyszám          | Arany                                     | Arany | Ezüst                           | Ezüst | Bronz                         | Bronz |
| -------------------- | ----------------------------------------- | ----- | ------------------------------- | ----- | ----------------------------- | ----- |
| Férfi tőrvívás       | Kamuti Jenő BVSC                          |       | Czvikovszky Ferenc BVSC         |       | Pap Csaba BVSC                |       |
| Férfi párbajtőrvívás | dr. Berzsenyi Barnabás Bp. Vörös Meteor   |       | Gábor Tamás Bp. Vörös Meteor    |       | Bárány Árpád Bp. Vörös Meteor |       |
| Férfi kardvívás      | Kovács Pál Vasas SC                       |       | Demeter Károly OSC              |       | Mendelényi Tamás BVSC         |       |
| Női tőrvívás         | Sákovicsné Dömölky Lídia Bp. Vörös Meteor |       | Kovács Lajosné Nyári Magda BVSC |       | Juhász Katalin OSC            |       |